# Leucanopsis mailula
Leucanopsis mailula är en fjärilsart som beskrevs av William Schaus 1927. Leucanopsis mailula ingår i släktet Leucanopsis och familjen björnspinnare. Inga underarter finns listade i Catalogue of Life.